# NGC 1169
NGC 1169 (również PGC 11521 lub UGC 2503) – galaktyka spiralna z poprzeczką (SBb), znajdująca się w gwiazdozbiorze Perseusza. Odkrył ją William Herschel 11 grudnia 1786 roku.